# ロングソード

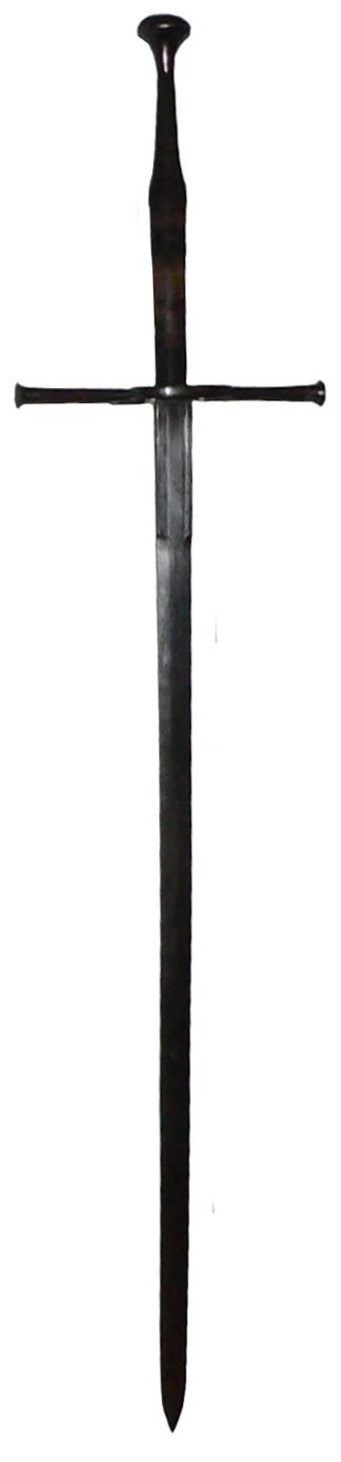
15世紀-16世紀のスイスのロングソード

ロングソード（英: Longsword）は、西ヨーロッパの刀剣の一種。ロングソードには複数の説と意味が存在し、バスタードソードの別名であり、片手用の刀剣であるアーミングソードの発展型であるという説と、中世後期に一般化した馬上で用いる為に伸長した剣の種別であるという説があるが、本項では後者の説について解説する。
ロングソードはローマ帝国滅亡後の民族移動時代にノルマン人やヴァイキングが用いた剣が原型とされ、11世紀から16世紀に掛けて使用された。長剣（ロングソード）という名称を当てられてはいるが、これは脇差に対して打刀を「大刀」（だいとう）と呼ぶのと同じく、ショートソードやダガーなどとの対比で長いとされているだけであって、特別に長い剣を指しているわけでは無く、ほかの剣との差別化のための便宜上の名称である。

## 形状と歴史

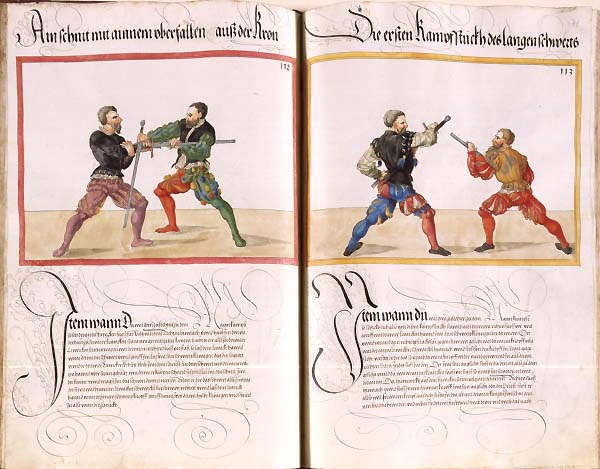
ロングソード同士で戦う際の技術。パウルス・ヘクトル・マイアーによる武術書。

ロングソードは作られた年代や資料によって形状の特徴が異なり、それによって大きく2つのグループに分類される（片手半剣と同義とする場合がある）。全長は初期のものが80cmから90cm、後期のものが80cmから100cmで、どちらも真っ直ぐな両刃の刃を備える重量は1.1kg～1.8kgである。
1050年から1350年代までの初期のロングソードは、幅広（3cmから5cm）で肉厚の刃を持っており、軽量化のために剣身の腹部分に幅の広い樋が彫られている。後期のロングソードに比べて刃が幅広、肉厚なのは、当時鋼の製法が確立しておらず、刀身部分を太く厚くすることで強度を保っていたためである。刀身部分の強化には焼入れ法という技術を用いたが、この方法では刃の表面しか硬化させることができなかったため、長く使用すると硬化した皮膜がはがれて強度が落ち、軟らかい芯部分のせいで刃が（折れるのではなく）曲がってしまうという欠点があった。刃は切断を期待出来るものではなく、主に衝撃（運動エネルギー）を集中するための楔として機能していた。
1350年から1550年に作られた後期のロングソードは、鋼が用いられるようになったことで、初期のロングソードと比べ細く薄い刃を持ち軽量化が行われている。この形状の変化は馬上で戦う騎士たちへの配慮でもあり、細長く鋭い形状は（加工精度や防具との相性もあり）切るよりも馬上から突くことに主眼を置かれている。ロングソードはこの時代の主要な剣の一種であり、宗教的な影響を受けて十字架に見立てた形状に作られたという説もあり、武器として当時の高位の者が使う例も見られている。また、騎士の叙任の際に剣を用いるのも宗教からの影響である。